# 单锷
单锷，字季隐，宜兴人。宋朝政治人物、进士出身。
乡试被欧阳修选中举。嘉祐四年，登进士，但并不就官，独留心於江苏水利工程。曾独乘小舟，往来於苏州、常州、湖州之间，经三十余年。随后以自己阅历，著为《吴中水利书》书。元祐六年，苏轼担任杭州府知府，尝为他举荐。恰逢苏轼被李定、舒亶所弹劾，此事最终不了了之。明朝永乐年间，夏原吉疏通吴江水门。正统年间，周忱修筑溧、阳二大坝，均采用单锷所论。嘉靖年间，归有光作《三吴水利录》，则称治太湖不像治理松江，方法才与单锷不同。